# José Manuel Estepa Llaurens
José Manuel Estepa Llaurens (Andújar, 1 januari 1926 – Madrid, 21 juli 2019) was een Spaans geestelijke en een kardinaal van de Rooms-Katholieke Kerk.
Estepa Llaurens werd op 27 juni 1954 priester gewijd voor het aartsbisdom Madrid. Voor ditzelfde bisdom werd hij op 5 september 1972 benoemd tot hulpbisschop; hij werd tevens titulair bisschop van Tisili. Zijn bisschopswijding vond plaats op 10 oktober 1972. Op 30 juli 1983 werd hij benoemd tot aartsbisschop voor het militair ordinariaat van Spanje; hij werd tevens benoemd tot titulair aartsbisschop van Velebusdus.
Estepa Llaurens ging op 30 oktober 2003 met emeritaat.
Tijdens het consistorie van 20 november 2010 werd Estepa Llaurens kardinaal gecreëerd. Hij kreeg de rang van kardinaal-priester. Zijn titelkerk werd de San Gabriele Arcangelo all'Acqua Traversa
Estepa Llaurens overleed in 2019 op 93-jarige leeftijd.
- Biblioteca Nacional de España: XX847897
- Gemeinsame Normdatei: 1147170924
- International Standard Name Identifier: 0000 0000 6067 1229
- Istituto Centrale per il Catalogo Unico: IEIV102155
- Système universitaire de documentation: 238133516
- Virtual International Authority File: 87676683
- WorldCat: E39PBJx8Fbfc77HyBpr6vKBVmd